# Vertical interval timecode
Il Vertical Interval TimeCode (VITC, chiamato spesso timecode verticale) è un tipo di timecode SMPTE inserito in un paio di linee del quadro televisivo, scelte tra quelle non visibili durante il ritorno verticale tra un fotogramma e il successivo. Se il monitor permette di vedere queste linee, il VITC è visibile come una serie di quadratini bianchi su fondo nero.
Il VITC contiene i 64 bit di dati del timecode lineare integrati in una struttura che include bit aggiuntivi di sincronizzazione e un checksum di controllo errori. Il VITC è sempre ripetuto su due linee adiacenti, una per ogni semiquadro, ridondanza che è sfruttata dai lettori di timecode.
Un quadro video può contenere più codici VITC se necessario, registrati su differenti coppie di linee. Si impiega questo metodo per particolari esigenze produttive, per esempio per registrare un timecode continuo e un'ora reale contemporaneamente sullo stesso nastro.
All'atto pratico, il VITC può essere più preciso del timecode lineare, soprattutto a velocità del nastro molto lente. I lettori LTC possono perdere traccia del timecode se il nastro scorre fotogramma per fotogramma, mentre il VITC è letto a ogni singolo fotogramma se necessario. Alle alte velocità, invece, come quelle di riavvolgimento veloce, il VITC è invece spesso illeggibile. I videoregistratori che usano entrambi i sistemi, come i betacam, permettono di scegliere quale usare dei due e anche di commutare automaticamente dall'uno all'altro a seconda della velocità del nastro.